# Busludscha-Denkmal
Das Busludscha-Denkmal (offiziell Haus Denkmal der BKP, bulgarisch Дом паметник на БКП) ist ein 70 m hohes Denkmal der Bulgarischen Kommunistischen Partei und das größte seiner Art in Bulgarien.
Erbaut 1981 von Georgi Wladimirow Stoilow (* 1929 in Kondofrey; † 2022 in Sofia) auf dem Chadschi Dimitar, genannt Busludscha, wurde es für nicht einmal ein Jahrzehnt für Tagungen und Kongresse benutzt und war ab 1989 für lange Zeit dem Verfall überlassen.

## Name
Der Berg Chadschi Dimitar (bulgarisch Хаджи Димитър) wird umgangssprachlich Busludscha (bulgarisch Бузлуджа) genannt, so wie er bis 1942 auch offiziell hieß. Dieser Name ist verblieben und so wird das Denkmal auch heute noch bezeichnet, obwohl es offiziell Haus Denkmal der Bulgarischen Kommunistischen Partei (BKP) heißt.

## Geschichte
Obwohl das Bauwerk nicht lange benutzt wurde, hat es doch eine lange Geschichte.

### Vorgeschichte
1868 kämpften am Gipfel des Berges bulgarische Aufständische unter der Führung von Chadschi Dimitar gegen die türkisch-osmanischen Fremdherrscher. Im Jahr 1891 fand während der jährlichen Gedenkfeier zum Todestag der gefallenen Freiheitskämpfer hier der Busludscha-Kongress, die konstituierende Sitzung der Sozialdemokratischen Arbeiterpartei Bulgariens statt, eines Vorläufers der Bulgarischen Kommunistischen Partei. Deshalb wurde der Ort für ein solches Monument ausgewählt.

### Planung
Schon 1961 gab es einen Plan zum Bau eines Denkmals, der jedoch nicht weiter verfolgt wurde. Dieser erste Plan wurde wie die späteren von Georgi Stoilow entworfen.
Die ersten Pläne wurden jedoch wegen eines nicht vorhandenen beheizbaren Gebäudes abgelehnt, da das Wetter am Gipfel sehr kalt ist. Stoilow, der den Wettbewerb für das Denkmal am Chadschi Dimitar gewann, bearbeitete seine Pläne, die nun einen Turm und ein beheizbares kuppelartiges Gebäude beinhalteten. Wegen möglicher Erdbeben und Wind wurde der Turm zur Seite ausgelagert. Der Plan war damit endgültig vollendet.
Das Gebäude sollte hauptsächlich von der bulgarischen Bevölkerung selbst finanziert werden. Deshalb wurden Spenden gesammelt und Briefmarken verkauft. Am Schluss kamen 16,2 Millionen Lewa zusammen, mehr als die notwendigen 14 Millionen. Das übrige Geld wurde für Infrastrukturprojekte in der Region sowie für Kindergärten verwendet.

### Bau

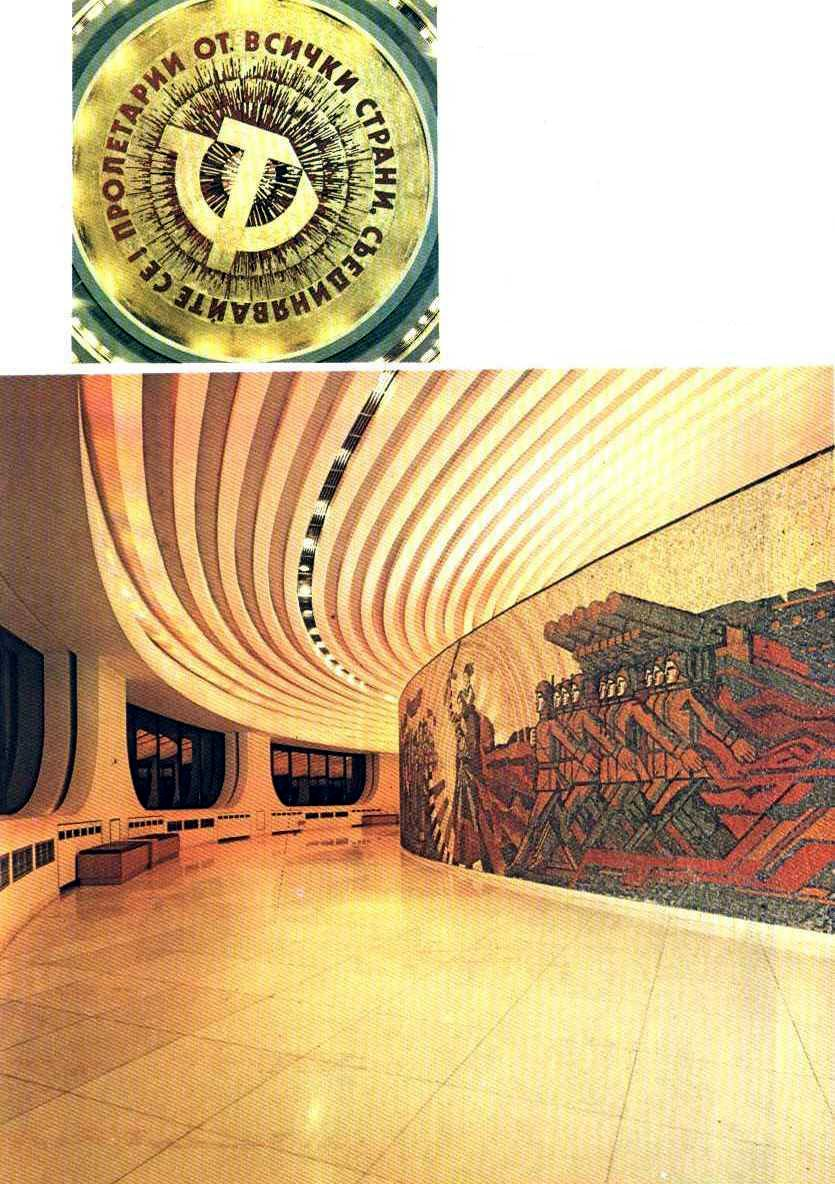
Oben: Kuppel des Denkmales Unten: Äußerer Flur mit Fenstern

Der Bau begann am 23. Januar 1974 und dauerte bis 1981.
Als erstes wurde der Chadschi Dimitar wegen des Baus um 9 Meter verkleinert, von 1441 auf 1432 m. Es wurden außerdem Straßen (siehe unten) errichtet, auf denen man Stahl, Beton, Glas und einen großen Baukran nach oben transportieren konnte.
Während des Baus wurden um die 6000 Personen am Berg beschäftigt, darunter Künstler, Ingenieure, Handwerker und 500 Mann vom Bauarbeiter-Korps der Bulgarischen Armee. Ein großer Teil lebte in einer temporären Arbeitersiedlung nahe am Gipfel.
Es wurde hauptsächlich zwischen Mai und September gebaut, damit das mildere Wetter ausgenutzt werden konnte, da die Winter oben sehr kalt und schneereich sind.

### Eröffnung
Todor Schiwkow eröffnete am 23. August 1981 mit einer feierlichen Zeremonie und einer Rede das Denkmal. Es wurde damit zur 1300-Jahr-Feier des Landes eingeweiht.

### Betrieb
Das Denkmal fungierte als Kulturzentrum, Tagungsort für Kongresse und als Museum. Es konnte laut seinem Architekten bis zu 500 Menschen pro Stunde aufnehmen. In seinen acht Jahren Betriebszeit besuchten es mehr als zwei Millionen Menschen. Es wurden geführte Touren und Klassenfahrten durchgeführt, wobei der Eintritt immer kostenlos war. Dies lag daran, dass die Bevölkerung selber am Bau in unterschiedlichen Formen beteiligt gewesen war.
Bis zum erzwungenen Rücktritt Schiwkows am 10. November 1989 war das Denkmal weiterhin geöffnet, verlor jedoch kurz danach an Bedeutung, weswegen es geschlossen wurde. Das Mosaik von Todor Schiwkow war daraufhin eines der ersten zerstörten Mosaiken im Gebäude.

### Nach 1989
Nach seiner Schließung verfiel das Denkmal langsam, was an den damaligen bulgarischen Regierungen lag, welche wenig Interesse an der Erhaltung eines sozialistischen Denkmals hatten. Schnell wurden wertvolle Gegenstände gestohlen und Stahl und Eisen abgebaut. Später gelangten auch Regen und Schnee durch Löcher in das Gebäude und große Teile verrosteten, was zu einer Instabilität der Decke führte. Auf Bildern kann man eingestürzte Teile der Decke gut erkennen. Dies ist ein Grund, weshalb das Gebäude später gesperrt wurde. In der Zwischenzeit blieb es weiterhin Opfer von Vandalismus, jedoch hauptsächlich von Graffiti.

## Aktueller Zustand und Zukunft
2018 wurde das Busludscha-Denkmal durch die Denkmalschutzorganisation Europa Nostra zur gefährdeten Kulturerbestätte erklärt und seit diesem Jahr von einer privaten Sicherheitsfirma überwacht, um es vor Einbruch zu schützen. Im Juli 2021 wurde dem Denkmal der Status als unbewegliches Kulturgut mit nationaler Bedeutung zuerkannt. Der betreffenden Sitzung wohnte unter anderem Georgi Stoilow bei. Mit diesem Status können das Denkmal sowie das umliegende Gebiet am Gipfel besser geschützt werden. Ab 2021 wurden Arbeiten zur Sicherung der Bausubstanz sowie zur Konservierung der Mosaike durchgeführt, um weitere witterungsbedingte Zerstörungen zu verhindern. Ziel war es, das Gebäude wieder für Touristen zu öffnen. Die Konservierung wurde, unterstützt durch die Getty Foundation, von einer bulgarischen Organisation durchgeführt. Eine vollständige Renovierung war aufgrund von Finanzierungsproblemen jedoch nicht geplant.
Seit 2022 findet alljährlich ein das „OPEN BUZLUDZHA“-Festival statt, das die Wiederöffnung für künftige Kunst- und Kulturaktivitäten unterstützt.

## Beschreibung

### Lage und Straßenanbindung
Das Denkmal ist auf 1440 m im Balkangebirge erbaut und befindet sich 13 km Luftlinie von Kasanlak entfernt. Es ist von zwei Straßen, welche extra für das Monument erbaut wurden, erreichbar: Die erste führt vom höchsten Punkt des Schipkapasses auf das Denkmal. An ihr befinden sich zwei Fackeln mit einem Platz und Parkplatz, von wo man nach oben über einen gepflasterten Weg aufsteigen kann. Die zweite verläuft ab einem Abzweig zwischen Schipka und Kran im Rosental nach oben. Beide treffen sich kurz vor dem Gipfel, welcher nicht bewaldet ist. Ein Parkplatz befindet sich unterhalb des Vorplatzes, ein anderer weiter unten.

### Vorplatz
Der 2.500 m² große Vorplatz ist aus Steinfliesen und Steinpflastern erbaut. Er wird von zwei Treppen vom Parkplatz erreicht. Eine Treppe führt auf der gegenüberliegenden Seite zum Eingang. Auf der Nordseite kann man auch über die Zufahrtsstraße den Platz erreichen. Auf der Südseite führen zwei Wege zum unteren Parkplatz und zu den Fackeln (siehe Bild).

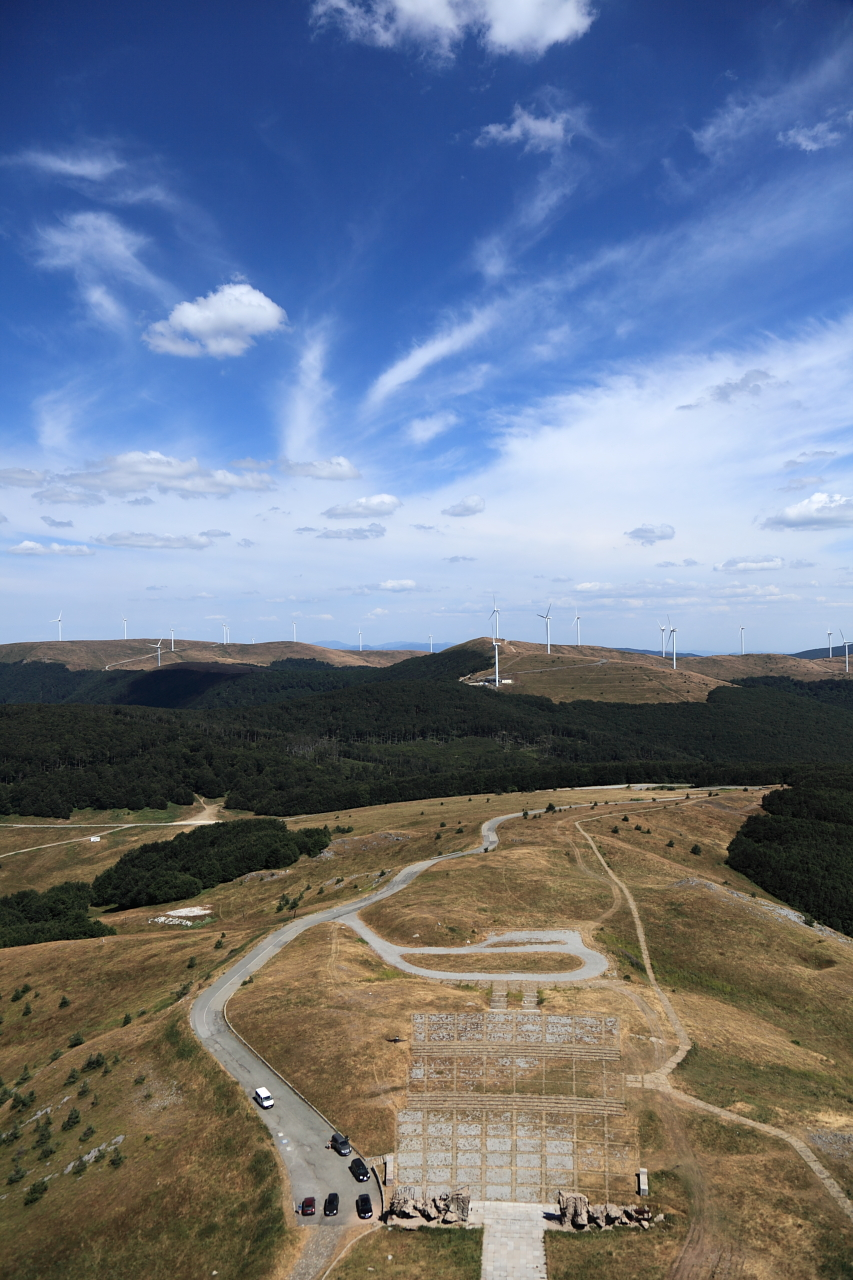
Blick Richtung Osten: Zufahrtsstraße (links), Vorplatz und dahinter einer der Parkplätze, außerdem rechts die beiden Wege.

### Kuppelgebäude
Das aus Sichtbeton erstellte Hauptgebäude wird von vielen als UFO beschrieben, was an seiner kuppelartigen Architektur liegt.

#### Erdgeschoss
Im Erdgeschoss befinden sich neben dem Eingang, wo drei Treppen zum oberen Geschoss führen, noch zwei seitliche Räume in den Flügeln sowie ein Flur, welcher zum Turm führt. Im Flur befindet sich der Eingang zum Fundament des Gebäudes.

#### Obergeschoss
Außer dem Hörsaal, dem Auditorium, sind im oberen Stockwerk ein Raum und drei Flure, welche das Gebäude umrunden, untergebracht. Diese drei „Ringe“ sind mit Mosaiken bestückt. Der äußere Ring ist mit Fenstern ausgestattet, welche ein gutes Panorama bieten.

##### Auditorium
Das Auditorium ist mit Sitzplätzen ausgestattet und beinhaltet auch ein Rednerpult. Es wird, wie das ganze obere Stockwerk, von drei Treppen erreicht, eine mündet hinter dem Rednerpult in das Auditorium, die anderen bei den Sitzreihen, welche rundlich angelegt sind.

#### Mosaiken
Das Denkmal zeichnet sich durch viele Mosaike im Inneren aus, welche 18 Monate lang errichtet wurden.
Die Mosaiken bedecken alleine im Hauptraum insgesamt eine Fläche von 500 m². Sie zeigen auf der einen Seite die drei Kommunisten Marx, Engels und Lenin und auf der gegenüberliegenden Seite unter anderem Todor Schiwkow. Sein Mosaik ist jedoch vollkommen zerstört, die anderen nur leicht beschädigt.

### Turm
Der 70 m hohe Turm ist als Doppelpylon errichtet und hat einen Aufzug im Inneren. Der Ausblick von oben ist bei gutem Wetter sehr gut. Von oben sieht man das Rosental auf der einen, das Balkangebirge und auf der anderen Seite des Gebirges Gabrowo und Weliko Tarnowo.

#### Rote Sterne und Beleuchtung
Die beiden roten Sterne auf der Nord- bzw. Südseite sind aus synthetischem Rubinglas. Das Glas wurde in Kiew hergestellt. Nach Plan sollten 32 Lichtprojektoren die Sterne beleuchten, sodass das Licht bis zu den jeweiligen Grenzen Bulgariens mit Griechenland und Rumänien zu sehen wäre. Es wurde schon 1977 fertiggestellt, also noch während des Baus.

## Trivia
Das Denkmal diente als Kulisse im Film Mechanic: Resurrection. Dabei ist zu sehen wie der Waffenhändler Adams (gespielt von Tommy Lee Jones) unter dem Denkmal ein U-Boot versteckt, was in Wirklichkeit nicht möglich ist, denn Warna und der Gipfel Chadschi Dimitar sind mehr als 200 Kilometer Luftlinie voneinander entfernt. Weiterhin drehte Ray van Zeschau von 2015 bis 2020 den Musikfilm Delyo Haydutin für Freunde der italienischen Oper, welches das berühmte bulgarische Volkslied Izlel je Delyo Haydutin verarbeitet und zum Inhalt hat, in dem 
das Gebäude im Film von innen und außen gezeigt wird.

## Galerie

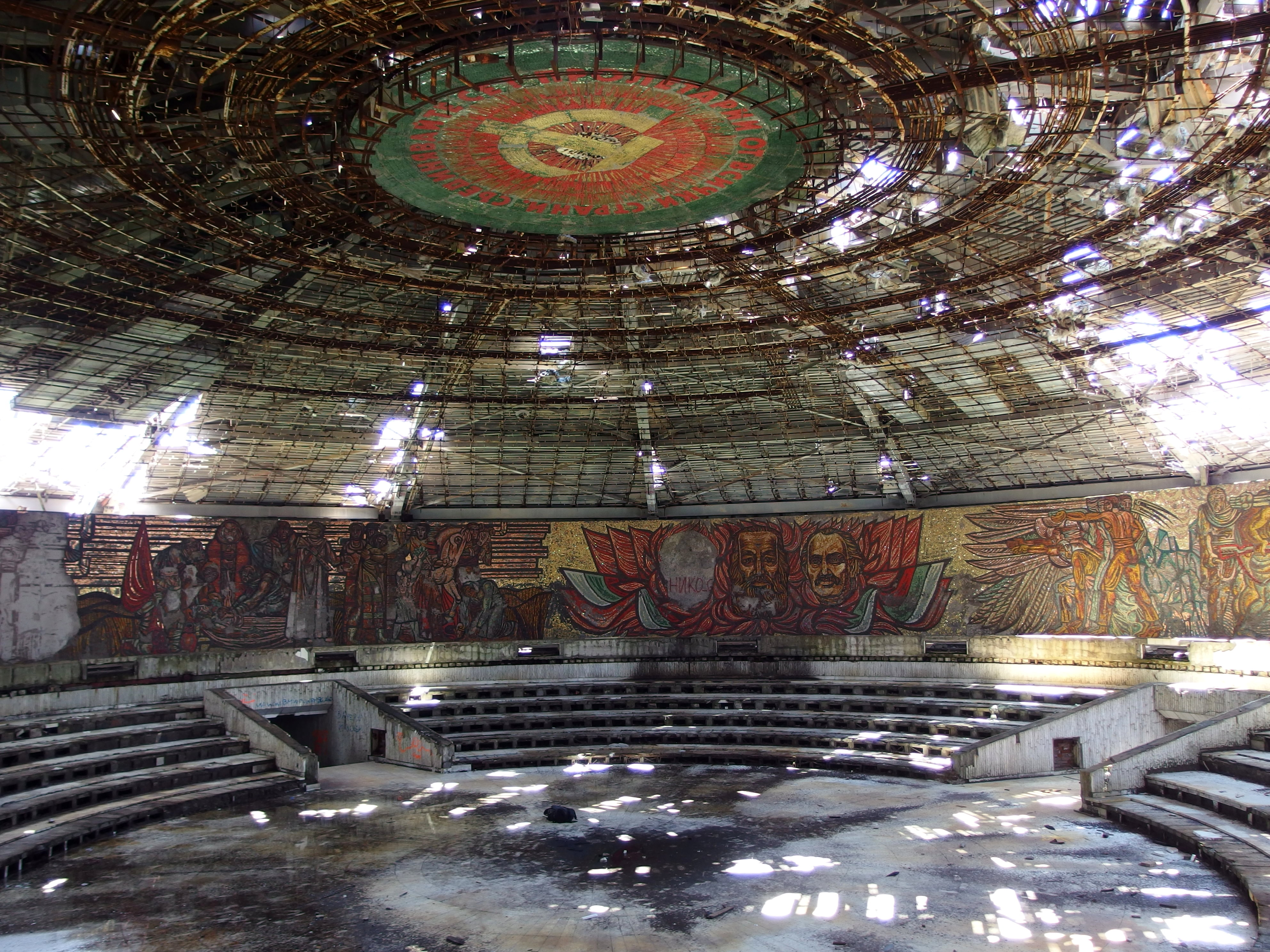
Auditorium mit Mosaiken
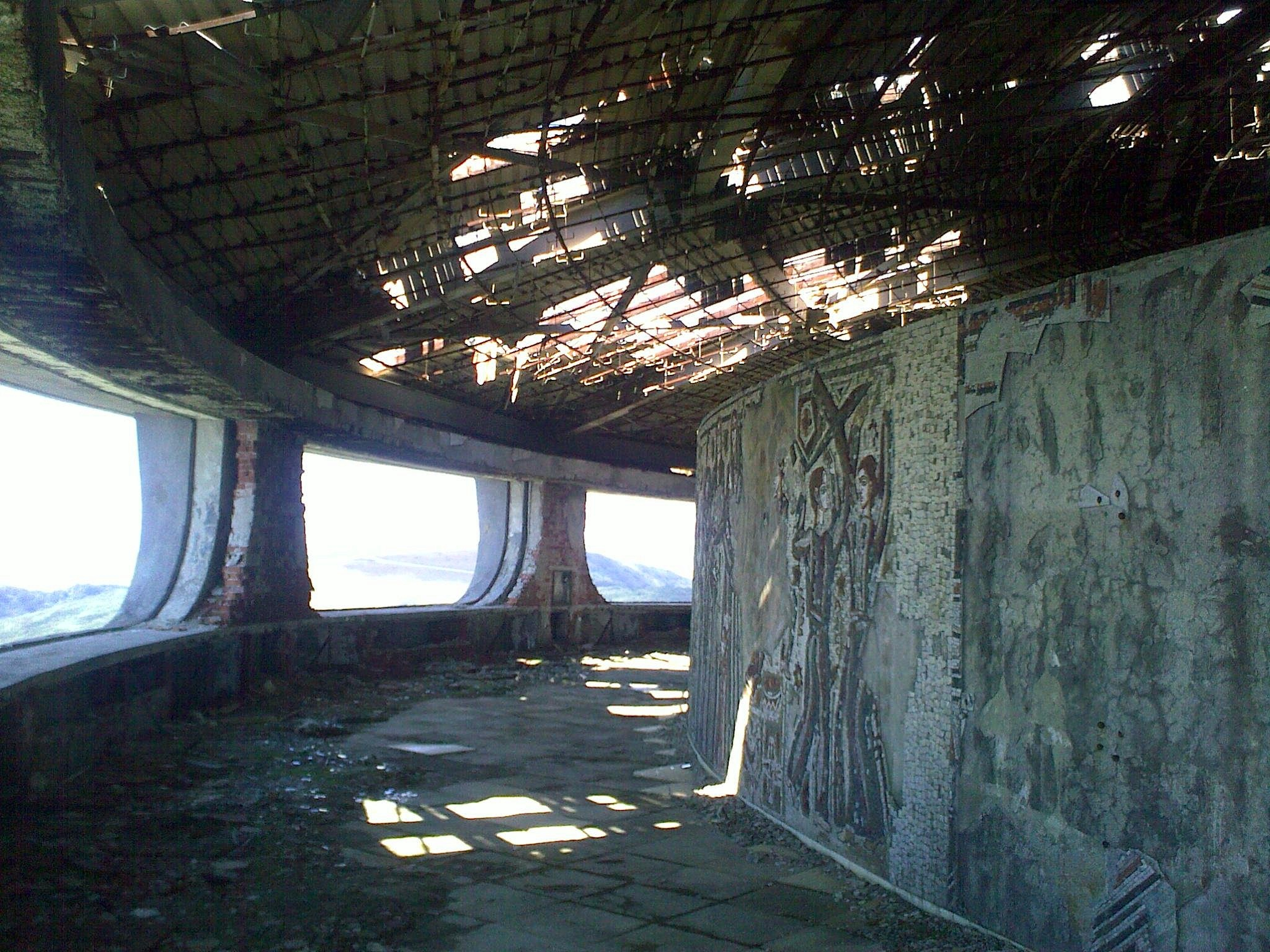
Äußerer Flur mit Mosaiken heute
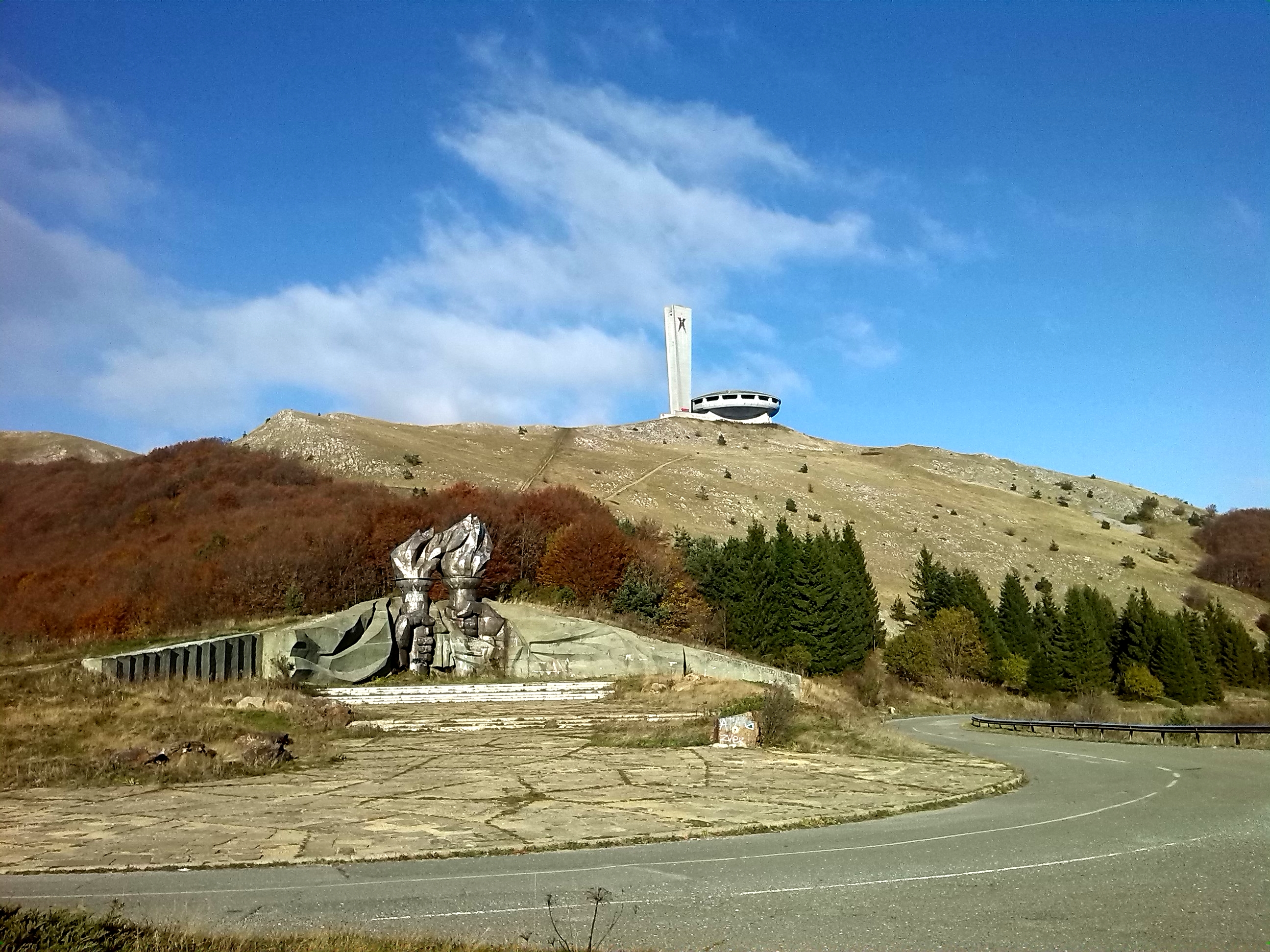
Das Denkmal am Gipfel mit den beiden Fackeln unterhalb
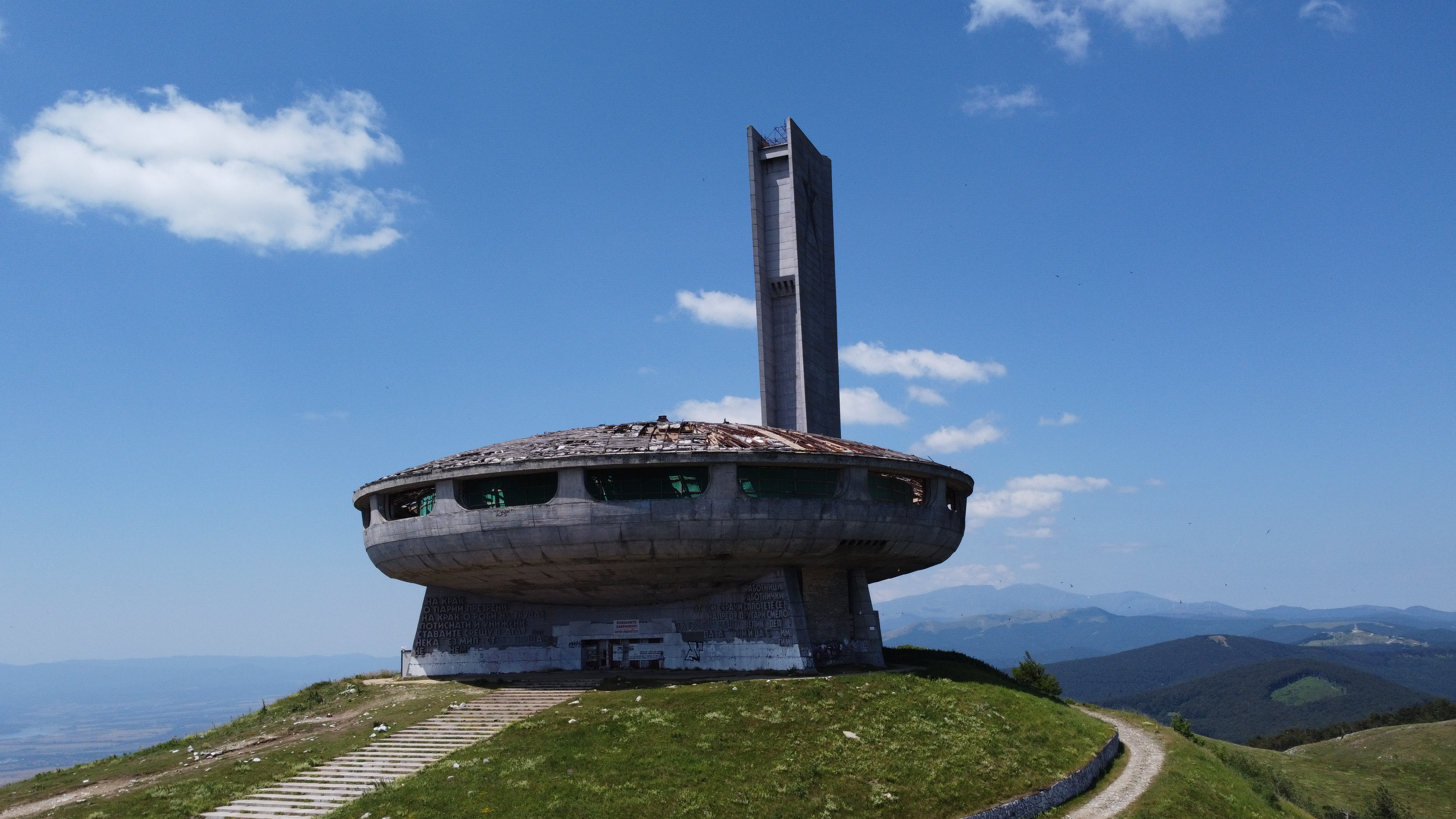
Drohnenaufnahme des Busludscha-Denkmals

## Belege
1. 1 2 3  Solveig Grothe: Busludscha-Monument – »Ufo« in Bulgarien: Das monströse Erbe mit dem roten Stern. In: Der Spiegel. 15. November 2022, ISSN 2195-1349 (spiegel.de [abgerufen am 15. November 2022]).
2. ↑  History I: The Mountain. In: Buzludzha Monument. Abgerufen am 3. Juli 2021 (amerikanisches Englisch).
3. 1 2 3 4 5 6 7 8 9 10 11 12 13 14  History II: The Monument. In: Buzludzha Monument. Abgerufen am 2. Juli 2021 (amerikanisches Englisch).
4. 1 2 3 4 5  Corina Kolbe: Das Busludscha-Denkmal: Überrest des Kommunismus. In: Der Spiegel (spiegel.de). Spiegel-Verlag Rudolf Augstein GmbH & Co KG, Hamburg, abgerufen am 2. Juli 2021.
5. ↑  Областна администрация Стара Загора. Abgerufen am 2. Juli 2021 (bulgarisch).
6. ↑  БУЗЛУДЖА ВЕЧЕ Е СЪС СТАТУТ НА НЕДВИЖИМА КУЛТУРНА ЦЕННОСТ С НАЦИОНАЛНО ЗНАЧЕНИЕ / Община Казанлък. Gemeinde Kasanlak, 19. Juli 2021, abgerufen am 22. April 2023 (bulgarisch).
7. ↑  Buzludzha Project. Abgerufen am 2. Juli 2021 (britisches Englisch).
8. ↑  Buzludzha Project | Фестивал. Abgerufen am 2. April 2024 (amerikanisches Englisch).
9. ↑  Freunde der italienischen Oper: Freunde der italienischen Oper – Delyo Haydutin. 21. April 2025, abgerufen am 22. April 2025.